# インペリアルドラモン
インペリアルドラモンはデジタルモンスターシリーズに登場する架空の生命体・デジタルモンスターの一種。

## 概要
エクスブイモンとスティングモンのジョグレス進化した完全体パイルドラモンが究極体に進化した姿。
D-3にて初登場。D-3ではパイルドラモンとワンダースワンソフト内のメタルグレイモンをジョグレスさせることで進化した。通常状態であるドラゴンモードを含めればモード形態が三つ存在する珍しいデジモン。また、数多くの属性の姿が確認されている。
パイルドラモンからデザインの多くを継承しており、鎧が覆う部分が増えているほか、爪などが金色になっている。
ファイターモード以降は二足歩行になり、変形合体する巨大ロボットを連想するデザインとなっている。

## 種族としてのインペリアルドラモン
古代デジタルワールドに君臨した皇帝竜。強大な力を持つが、力のコントロールは難しく救世主にも破壊神にもなってしまう。

### インペリアルドラモン：ドラゴンモード
インペリアルドラモンの基本の形態。ドラゴンモードを付けず、単に『インペリアルドラモン』と呼ばれる場合が多い。初期のころはこの姿を『竜形態』と書いて『ドラモンフォーム』と呼ばれていた。さらなる力を解放した姿も存在するが、見た者は少ない。初期のデザインでは後ろ足の装甲がないものもある（デジモンワールド2など）。

#### 基本データ
- 世代/究極体
- タイプ/古代竜型
- 属性/フリー
- 必殺技/メガデス
- 得意技/ポジトロンレーザー、スプレンダーブレード
- 勢力/ネイチャースピリッツ・メタルエンパイア・ウインドガーディアンズ

必殺技
メガデス
口、または背中の砲門から超質量の暗黒物質を発射し、全てを暗黒空間に呑み込んでしまう技。この技は暗黒物質の着弾点から半径数百メートルの全ての物を完全に消滅させてしまう恐ろしい技でもある。

#### ワクチン種
「デジタルモンスターカードゲーム」から登場。

#### データ種
「デジタルモンスターカードゲーム」St-359、St-844などに登場。複合技を得意としている。

#### ウィルス種
- 世代/究極体
- タイプ/古代竜型
- 属性/ウィルス
- 必殺技/メガデス

「デジタルモンスターカードゲーム」Bo-356、St-541などに登場。
その黒い体色から「ブラックインペリアルドラモン：ドラゴンモード」とも呼ばれる。
強大な力を制御出来ずに暴走させ破壊神と化したインペリアルドラモンの姿。暴走を始めてしまったら止める術を持たず破壊の限りを尽くす。破壊のパワーを闇の心で制御したウィルス種の竜戦士形態が存在するともいわれている。
2020年10月30日にデジモンウェブのデジモン図鑑に追加され、詳細設定が判明した。この時は「インペリアルドラモン：ドラゴンモード（黒）」と表記されている。
必殺技
メガデス
暗黒物質を発射し、その落下ポイントを中心に半径数百メートルすべてを消滅させてしまう技。

#### 亜種・関連種・その他
- エクスブイモン
- スティングモン
- ディノビーモン
- パイルドラモン

### インペリアルドラモン：ファイターモード
インペリアルドラモン：ドラゴンモードがモードチェンジし、全能力を開放した姿。高い知性を持ち、力のコントロールも出来るようになった。
前述の通り変形ロボットを意識した外見をしており、胸の部分にはドラゴンモードの顔があるほか、ドラゴンモードでは背中に装備していた「ポジトロンレーザー」を右腕に装着している。
なお、玩具では余る部品のない完全変形である。
アニメ『デジモンアドベンチャー02』での登場した際は「ファイターフォーム」と呼んでいる。

#### 基本データ
- 世代/究極体
- タイプ/古代竜人型
- 属性/フリー
- 必殺技/ポジトロンレーザー、ギガデス
- 得意技/スプレンダーブレード
- 勢力/ネイチャースピリッツ・メタルエンパイア・ウインドガーディアンズ

必殺技
ギガデス
ポジトロンレーザーの砲塔を胸部の竜顔にはめ込み、全身のエネルギーを放射する破壊のエネルギー波を放つ技。その威力はドラゴンモードの必殺技である「メガデス」の十倍の威力を持っている（1万倍とも言われている）。
なお、劇場版などでは胸部の竜顔からポジトロンレーザー砲とは別の砲塔らしきものを出現させている描写も見られる。
また、アニメ『デジモンアドベンチャー02』では思いを具現化する力を持つ異世界において、ドラゴンモードとファイターモードが同時にポジトロンレーザーを放つ合体技である「ダブルポジトロンレーザー」を披露した。

#### ワクチン種
「デジタルモンスターカードゲーム」St-244などに登場。

#### ウィルス種
- 世代/究極体
- タイプ/古代竜人型
- 属性/ウィルス
- 必殺技/ポジトロンレーザー、ギガデス、ポジトロンレーザーランス

「デジタルモンスターカードゲーム」St-579などに登場。
その黒い体色から「ブラックインペリアルドラモン：ファイターモード」とも呼ばれる。
闇の力で全能力を開放し、力をコントロールするインペリアルドラモンが暴走したドラゴンモード（黒）を闇の心で制御し、ウィルス種の竜戦士（ファイターモード）へと形態を変化させた姿。ワクチン種のデジモンを拒絶し、中でもウィルスバスターズに属するデジモンを好んで狙い殲滅していく。
左腕に装着した「ポジトロンレーザー」は砲撃として放つほか、放熱板を展開することで「ポジトロンレーザーランス」となって強烈な一撃を与える。またポジトロンレーザーを胸部の竜顔にはめ込み、全身のエネルギーを放射する破壊のエネルギー波「ギガデス」は、破壊のパワーが上乗せされ底知れない攻撃力となった。
2022年7月29日にデジモンウェブのデジモン図鑑に追加され、詳細設定が判明した。この時は「インペリアルドラモン：ファイターモード（黒）」と表記されている。

### インペリアルドラモン：パラディンモード
インペリアルドラモン：ファイターモードがデジモン文字のアルファベットで「initialize」（「イニシャライズ」と読み、「初期化」を意味する）と刻まれている聖剣「オメガブレード」を携えた古代デジタルワールドの危機を救ったと言われるインペリアルドラモンの最終最強形態。また、ロイヤルナイツの始祖にあたる。
オメガブレードを装備し、ポジトロンレーザーが消えている以外はファイターモードと同じシルエットだが、全体の大部分は白色へと変化している。
なお、カードなどでは便宜上オメガモンとのジョグレスでパラディンモードへと変化する場合があるが、設定上はあくまでジョグレスではなく、オメガブレードに宿った力を借りてモードチェンジした姿である。
初登場から長らく古代竜人型のデジモンとして親しまれてきたが、デジタルモンスターカードゲームαにて、ロイヤルナイツの始祖というデジモンの世界での歴史を反映するかのように古代聖騎士型の個体も登場した。

#### 基本データ
- 世代/究極体
- タイプ/古代聖騎士型（古代竜人型とも表記される）
- 属性/ワクチン（フリー種とも表記される）
- 必殺技/オメガブレード
- 得意技/ギガデス
- 装備/オメガブレード
- 勢力/メタルエンパイア・ウイルスバスターズ

必殺技
オメガブレード
聖剣に刻まれている文字の如く敵を一刀両断し、構成データを初期化して無にしてしまう技。

## 登場人物としてのインペリアルドラモン

### デジモンアドベンチャー02
- 39話から登場。声優は野田順子と高橋直純。チンロンモンのデジコアの光の一つを与えられて進化した。
- 43話でスカルサタモンにデータを破壊され戦闘不能に陥るが、アグモンたちに力を与えられて、ファイターモードにモードチェンジする。
- 映画ディアボロモンの逆襲で、オメガモンのボディ部分が変化したホーリーリングから、太一たちの希望の力を受けて生まれたオメガブレードを受け取ることで、聖なる力の一部を受け継いでパラディンモードにモードチェンジを遂げる。膨大な数のクラモンが融合進化した究極体アーマゲモンを、オメガブレードの一撃のもとに融合進化前のクラモンにまで戻した。
- なお、アニメでは一度もメガデスは使用していない（ギガデスは最終話でベリアルヴァンデモンにとどめを刺した時と、後述の『クロスウォーズ』78話で使用している）。

### その他
- デジモンアドベンチャーVテイマー01 - ファイターモードが番外編に登場。パラレルワールドにて謎の突然変異型デジモン「メタモルモン」を倒そうとするものの、コピー能力によって敗北を喫する。
- デジモンネットバトル - シェルターを襲撃したデジモンたちのボス的存在。
- デジモンクロスウォーズ - 78話にて、大輔と賢と共に上記の『02』と同じ個体が登場。進化はブイモンとスティングモンが途中の進化の過程を飛ばしてジョグレス進化している。メガデスでヴェノムヴァンデモンを一体撃破し、スサノオモンとシャイングレイモンとの連携で残りのヴェノムヴァンデモンを追い詰めてファイターモードにチェンジし、ギガデスで一掃した。
- デジモンアドベンチャー tri. - 第2章にて登場。謎の空間に現れパルモンとゴマモンを追いつめるが、究極進化したロゼモンとヴァイクモンによって倒される。